# Арахтос
А́рахтос (греч. Άραχθος) — река в Греции, в восточном Эпире. Исток реки находится в горах Пинд, недалеко от деревни Мецовон. Впадает в залив Амвракикос Ионического моря. Длина реки — 110 км.

## Течение
Верхнее течение реки именуется как Мецовитикос. После слияния с рекой Дипотамос в районе села Бадза, река именуется Арахтос. Протекает с севера на юг через горы Дзумерка и Ксеровуни. Здесь через реку переброшен самый большой каменный одноарочный мост в Греции, называемый мост Плаки.
Ниже по течению реки построены две плотины, образующие водохранилище Пурнари. Водохранилище создано для предотвращения затопления Арты и водоснабжения всего региона, а также для функционирования гидроэлектростанции. Недалеко от водохранилища расположен город Пета. В 8 км от дамбы расположен один из крупнейших городов региона — Арта. Здесь через реку переброшен другой знаменитый каменный мост — мост Арты. Далее река проходит по низменности к югу от Арты и впадает в залив Амвракикос недалеко от деревни Коменон, в 16 км к юго-востоку от Арты.

## Фотографии
- Мост Дзари на реке Арахтос
- Мост Плаки
- Мост Плаки